# Avi Schafer
Avi Kōki Schafer (シェーファー アヴィ幸樹?, Schafer Avi Kōki; Suita, 28 gennaio 1998) è un cestista giapponese con cittadinanza statunitense, nato da padre statunitense e da madre giapponese.

## Carriera
Con il Giappone ha disputato i Campionati mondiali del 2019 e i Giochi olimpici di Tokyo 2020.